# スシトレイン
スシトレインは、アメリカ合衆国で生まれ、日本で調教された中央競馬の競走馬。馬名はオーストラリアで「回転寿司」のことを意味する。
デビューから2戦連続の圧勝でアメリカ遠征が計画されて話題となったが、続く3戦目で最下位に惨敗した後1勝も出来ず引退した。

## 経歴
本馬の馬主である渡邊隆自身の生産馬 として2000年3月8日にアメリカで生まれ、2001年11月に日本に輸入された。
2002年11月30日、中山競馬場の2歳新馬戦に出走した。ゴールドカフェが1番人気で、本馬は単勝5.7倍の2番人気であった が、スシトレインは第4コーナーの手前から馬なりのまま先頭に立つと、2着のゴールドカフェに9馬身の差をつけて勝利した。
2戦目は翌2003年1月11日に中山競馬場で行われた黒竹賞（3歳500万円以下特別競走）で、単勝1.2倍の1番人気という支持を受け、2着のニシノツキカゲを10馬身引き離す大楽勝で「力の違いを見せつけた」 と評されるレース運びで2連勝を飾った。
黒竹賞勝利後、ドバイミーティングのUAEダービーに招待された。しかし馬主側はこれを辞退し、ドバイではなくアメリカに長期遠征してベルモントステークスに挑戦するという計画を明らかにした。また、一部の報道ではベルモントステークスだけでなくトラヴァーズステークスにも挑戦するとも伝えられた。
2003年2月23日、アメリカ遠征の壮行レース として、この年のみ中山競馬場にて施行されたヒヤシンスステークス（3歳オープン特別競走）に出走した。本レースは一週前の特別登録の時点で13頭の登録があったものの、およそ半数が出走を回避し、最終的には出走馬7頭という少頭数のレースとなった。スシトレインはほとんどの競馬専門紙やスポーツ紙などの予想で圧倒的な本命と見なされ、単勝1.3倍の1番人気に推されたが、レースでは第3コーナーを過ぎた辺りで手応えが怪しくなり、直線では完全に失速し最下位の7着に終わった。スシトレインの走破タイム1分55秒2は同距離同コースで行われた前々走・前走を上回る自己ベストであったが、勝ち馬のビッグウルフには2.2秒離された。レース後、本馬に騎乗した菊沢隆徳は「3コーナーで手応えがなくなってしまった」「ペースが上がると、ついていけなくなった」「急に止まってしまった」と語り、調教師の二ノ宮敬宇は「今後に関しては未定。オーナーと相談して決めます」と述べてアメリカ遠征計画の見直しを示唆した。
レースの敗因としては、スタート直後に軽く躓いたことや、同じくスタート直後に他馬と軽く接触して冷静さを失ったこと、逃げ戦法を採用しなかった菊沢の騎乗ミス、レース経験の不足、また蕁麻疹を発症していたこと などが取り沙汰された。
その後、「国内のレースで経験を積む」との理由でアメリカ遠征の中止が発表され、本馬は2003年2月27日に千葉県の下総トレーニングセンターへと放牧に出された。
放牧後の2003年5月24日、中京競馬場で昇竜ステークス（3歳オープン特別競走）に出走した。単勝4.2倍の2番人気であったが、終始見せ場のない「まるで精彩を欠く」レースぶりで、勝ち馬のブイロッキーから1.6秒遅れて16頭立ての7着に終わった。
次いで6月7日、東京競馬場で重賞レース（GIII）のユニコーンステークスに出走した。スポーツ紙や競馬専門紙などでは既に全日本2歳優駿（GI）を制しているユートピアが本命馬、ヒヤシンスステークスでスシトレインを破ったビッグウルフが対抗馬と目され、この2頭が人気を集めた。スシトレインについては「デビュー2連勝の強さがうそのような不振」「ビッグウルフに2秒以上も離されているようでは軽視が正解」 といった厳しい論調も見られた。一方で、本馬が新たに着用するブリンカーを好材料と見なす報道 や、「潜在能力はこのメンバーでも互角」 と本馬を高く評価する予想も見られ、最終的には16頭立ての単勝6番人気となった。レースはユートピアがレコードタイムで勝ち、スシトレインは3.1秒離された10着に終わった。
ユニコーンステークスの後は長期の放牧を挟み、およそ1年2ヶ月後の2004年8月8日、新潟競馬場の3歳以上500万円以下の条件戦に出走した。長期休養明けで32kgもの大幅な馬体重増加と不安材料を抱えながらも、競馬専門紙の予想では「ここまでクラスが下がれば地力が違う」「長期休み明けでも素質断然」と有力馬の一角として扱われ、単勝2.2倍の1番人気に支持された。しかしレースでは勝ち馬のホッカイシャガールに2.6秒離され15頭立ての13着に終わった。騎乗した柴田善臣は「レース前の返し馬の時からトモの感じがあまり良くなかった」ことを明かした。これがスシトレインにとって最後のレースとなり、2004年8月13日付で日本中央競馬会の競走馬登録を抹消された。登録抹消後の用途は「乗馬（茨城）」 とされている。

## 幻のアメリカ遠征
上述したように2003年のアメリカ遠征は実現しなかったが、以下のような計画が立てられていた。
まず2003年3月10日に日本を発ち、ケンタッキー州のキーンランド競馬場で調整を行う。ステップレースとしてブルーグラスステークス（4月12日）、レキシントンステークス（4月20日）、またはピーターパンステークス（5月24日）のいずれかに出走した後、本番のベルモントステークス（6月7日）に出走する。その後、アメリカの検疫の規則を回避するために一旦アメリカを出てフランスのシャンティイへ移る。数週間後にアメリカへ戻り、トラヴァーズステークス（8月23日）に出走する。
上記遠征計画の中止が発表された際、一部のメディアは遠征再挑戦の含みを持たせて「中止」ではなく「延期」と報じた。ただし後日に再度の遠征が報じられることはなかった。

## 競走成績
| 年月日     | 競馬場 | 競走名       | 格   | 頭数 | 枠番 | 馬番 | オッズ | 人気 | 着順 | 騎手         | 斤量 | 距離（馬場） | タイム（上り3F） | 着差 | 勝ち馬/（2着馬）   |
| 2002.11.30 | 中山   | 2歳新馬      |      | 12   | 5    | 6    | 5.7    | 2人  | 1着  | 菊沢隆徳     | 54   | ダ1800（良） | 1:56.1 (39.7)    | -1.4 | （ゴールドカフェ） |
| 2003.01.11 | 中山   | 黒竹賞       | 500  | 15   | 8    | 16   | 1.2    | 1人  | 1着  | 菊沢隆徳     | 56   | ダ1800（良） | 1:55.3 (39.1)    | -1.6 | （ニシノツキカゲ） |
| 2003.02.23 | 中山   | ヒヤシンスS  | OP   | 7    | 5    | 5    | 1.3    | 1人  | 7着  | 菊沢隆徳     | 56   | ダ1800（稍） | 1:55.2 (40.1)    | 2.2  | ビッグウルフ       |
| 2003.05.24 | 中京   | 昇竜S        | OP   | 16   | 4    | 8    | 4.2    | 2人  | 7着  | D.オリヴァー | 56   | ダ1700（良） | 1:47.4 (39.4)    | 1.6  | ブイロッキー       |
| 2003.06.07 | 東京   | ユニコーンS  | GIII | 16   | 6    | 12   | 22.9   | 6人  | 10着 | D.オリヴァー | 56   | ダ1600（良） | 1:38.9 (39.6)    | 3.1  | ユートピア         |
| 2004.08.08 | 新潟   | 3歳上500万下 | 500  | 15   | 3    | 4    | 2.2    | 1人  | 13着 | 柴田善臣     | 57   | ダ1800（良） | 1:56.1 (41.4)    | 2.6  | ホッカイシャガール |

競走成績の出典：netkeiba.com

## 特徴・評価

### 人気馬
全6戦で単勝1番人気が3戦、単勝2番人気が2戦と馬券面では高い支持を受け続けたが、出走3戦目からはいずれも着順が人気を下回った。

### 馬名について
馬名の意味については、「回転寿司」、「回転寿司の英名」、「オーストラリアで回転ずしの意味」などと報道された。なおオーストラリアには『スシトレイン』という大手の回転寿司チェーンが存在し、本馬はこの回転寿司チェーンに直接あやかって命名されたとする報道もあった。
馬名の印象については、「一風変わった馬名」「茶目っ気たっぷりの馬名」「ユニークな馬名」 などと評された。馬主の渡邊隆は、「こんな（不況の）時代ですから、少しでも楽しく、明るい話題を」 と考えて命名したと述べている。

### エルコンドルパサーとの関係
馬主の渡邊隆、調教師の二ノ宮敬宇という組み合わせは、エルコンドルパサーの馬主・調教師と同じ「チーム・エルコンドルパサー」である。さらにデビューから2戦連続ダートコースで圧勝という点もエルコンドルパサーと重なったため、本馬を「エルコンドルパサーの再来」と称した報道も見られた。後続を大きく引き離す勝ち方 や、500キロを超える雄大な馬体も、それぞれエルコンドルパサーを連想させるとの指摘があった。
また、3戦目のヒヤシンスステークスからはエルコンドルパサーの主戦騎手であった蛯名正義がスシトレインの騎手を務めるとの報道があった。蛯名は2003年1月30日の調教でスシトレインに騎乗するなど実際に準備を進めていたが、その直後、2003年2月8日から2月23日までの騎乗停止処分を受けヒヤシンスステークスには騎乗できなくなってしまった。結局ヒヤシンスステークスでは前走まで騎乗していた菊沢隆徳が引き続き騎乗し、蛯名がその後のレースでスシトレインに騎乗することはなかった。

### 競走馬としての特徴

#### コース適性
本馬が出走した6戦はすべてダートコースであり、関係者のコメントも、ダートコース向きという見解で一致している。新馬戦勝利後、騎手の菊沢は「ダートの方がいいでしょう」と語っている。2戦目の黒竹賞勝利後、調教師の二ノ宮は「長距離のダート向き」 と述べた。同じ頃、馬主の渡邊は、「芝のクラシック路線」への参戦も検討したものの、ダート向きだという二ノ宮の意見を受けてアメリカへの遠征を決意したと語っている。また競馬記者も「ダートはまさに鬼。能力は一枚も二枚も抜けている」、「ダート適性は世代トップレベル」などとダート適性と能力を評している。
芝コースのレースに出走することは最後までなかったが、ユニコーンステークスで騎乗したダミアン・オリヴァーは、（連敗が続く中）気分転換も兼ねてダートコースだけでなく芝コースのレースにも出走させるとよいのではないかとの意見を述べている。
調教用トラックのウッドチップコースは不得意であったとされる。騎手の菊沢は「走法的にチップコースは苦手」 と語り、調教師の二ノ宮も、調教でのタイムが悪いことに対して「ダートじゃないと動かない馬」「Wコースだとあまり動かないけど、ダートならいい走りをする」 と述べていた。競馬専門紙でも「ウッドのけいこではとくに目立たないが、実戦でのダートの走りはひと味違う印象」 と評されていた。

#### 脚質
脚質に関しては、本馬には逃げ戦法が適しており、それ以外の戦法（先行、差し、追い込み）では力が出せないようだとの指摘があった。

### 評価の変遷
概ね時系列に沿った本馬の評価の変遷は以下の通りである。

#### 新馬戦以前
調教師の二ノ宮は2002年春頃の取材に対して、本馬について「早い時期から活躍できそう」 と述べていた。新馬戦出走直前、『優駿』誌がデビュー予定の注目馬を紹介するコーナーで本馬を取り上げ、「もう少し絞れそうな体つきだが、それでもすでに速い時計をマークしている」「将来性を感じさせる馬」と評した。

#### 新馬戦勝利からヒヤシンスステークス前まで
新馬戦勝利後、騎手の菊沢は本馬のレース運びのセンスを褒め、「もっと良くなりますよ」と述べた。反面「ノド鳴りではないけれど、気管がゴロゴロするところがある」とも指摘していた。
『競馬エイト』紙は、新馬戦の中山競馬場ダートコース1800メートルでスシトレインの記録した1分56秒1というタイムが、同じ週に同コース・同距離で行われた古馬の500万円以下のレースと同タイムであり、古馬の1000万円以下のレースと比べても0.5秒しか違わないことを指摘して、「単純な時計の比較からも、同馬の能力の高さがわかる」と評価した。同じく『スポーツニッポン』紙も、これらのタイムを比較して本馬を「超特急」と形容し「破格の速さ。3歳馬とは思えない完成度」と評価した。また『馬三郎』紙も、同様の観点から「非常に優秀」「先々は大きなところを狙える器」と評した。
2戦目の黒竹賞勝利後、調教師の二ノ宮は本馬について、大柄な馬格ながら「バランスが実にいい。脚もしっかりしている」「古馬なみのエンジン」とも述べていた。同じ頃に馬主の渡邊は「米国の至宝とも言える名牝系」「滅多に外部に出ることのない、すばらしい血統の馬」「門外不出といわれた血統の馬」 と、本馬の血統背景を絶賛した。
黒竹賞に勝利して2連勝となった時点で、本馬は競馬関係者から高い評価を受けた。競馬実況アナウンサーの長岡一也はnetkeibaのコラムで、黒竹賞でのスシトレインを「余りにも強い勝ち方」と評した。『競馬フォーラム』誌競馬記者（当時。後に東京スポーツに移籍）の立川敬太は「黒竹賞のスシトレインについては多くを語る必要がないだろう。現時点では、時計だとか馬体だとかの話とは次元の違うところにいる。次走が（芝コースで行われる）共同通信杯だろうとどこだろうと、ありのままの強さを素直に感じればそれでいい」と手放しで絶賛した。
この時点でスシトレインは重賞レースに出走したことすらなかったが、先述の通り、全日本2歳優駿を既に勝っていたユートピアと共にUAEダービー（GII）に招待された。さらにアメリカ遠征の計画が明らかになると、『サラブレ』誌や『週刊Gallop』誌でカラーページの特集記事が組まれた。このうちサラブレ誌の記事は、馬主の渡邊や調教師の二ノ宮の談話に加えて、スシトレインの血統背景や近親の活躍馬なども詳しく紹介しており、サラブレ誌編集部の評価として「ズバ抜けた能力」「その素質の高さは底知れないものを感じさせる」と記している。そして記事は「もしかしたら、日本のダート競馬以上に、米国競馬に適性があるかもしれない。今回の遠征は大いに期待できるのではないだろうか」と締めくくられている。また週刊Gallop誌の記事は、「あのエルコンドルパサーと同じチームでのプロジェクトだけに、期待は高まる」と述べ、記事の最後でも「大きな期待がかかるプランと言えるだろう」と改めて期待を寄せている。報道は日本国内に止まらず、アメリカのブラッド・ホース誌のウェブサイトでもスシトレインのアメリカ遠征計画が取り上げられた。
競馬記者の古谷剛彦はヒヤシンスステークスの直前、競馬情報サイトJRDBのコラムで、上述の「ノドがゴロゴロする」という菊沢のコメントに注目して、DDSP（軟口蓋背方変位）の疑いがあると述べた。ただし古谷はヒヤシンスステークスについて、本馬が「普通に走れば関西馬でも怖くはない」とも予想していた。

#### ヒヤシンスステークスでの敗戦直後
菊沢は最下位という結果に動揺し、レース直後の取材に対して、どこか故障したのではないかと心配するコメントを残したが、その後の検査では、馬体に故障は見当たらなかった。立川敬太は『競馬フォーラム』誌で「スシトレインの敗戦には、関係者ならずとも美浦トレセン内に衝撃が走った」と報じた。競馬評論家の井崎脩五郎は、東京中日スポーツのコラムで「なんと7頭立てのシンガリに大敗」「ハナを切れないだけであそこまで大敗するとは夢にも思わなかった」と感想を述べ、スシトレインのレース経験の乏しさを敗因に挙げた。井崎は同コラムで、アメリカ遠征の中止について「1度の失敗くらいでガッカリすることはない」と本馬の関係者を気遣い、改めてベルモントステークスを目指してほしいと期待をかけた。

#### 昇竜ステークス以後
競馬記者の田中恵一は、『競馬フォーラム』誌の昇竜ステークスの結果報告記事において勝ち馬のブイロッキーを褒めた後で、「同レースでは今年前半のダート戦線を席巻した」スシトレインについて「理想的な好位からの競馬になったが、まるで精彩を欠く競馬。ハナを切らないと、ここまでだらしないのかと少々がっかりした」と厳しい評価を下した。
昇竜ステークス・ユニコーンステークスにてスシトレインの鞍上を務めたオリヴァーは、調教ではじめてスシトレインに騎乗した際には「こんないい馬がいるとは」と本馬を絶賛していた。昇竜ステークスでの敗戦後、精神面の改善を目指して装着されたブリンカーはオリヴァーの進言によるものだったが、これも結果は伴わなかった。オリヴァーはユニコーンステークス後「馬が走らないと決めてかかっている感じで、自分からやめてしまう」と本馬が精神面に大きな問題を抱えていることを指摘している。
競馬記者の鈴木永人はヒヤシンスステークスの前に、競馬情報サイトJRDBのコラムで、スシトレインは順調に行けば古馬GIレースのジャパンカップダートも狙える器であると高く評価し、本馬に対抗できそうなのはビッグウルフくらいであろうと予想した。しかしユニコーンステークス前の同じコラムでは評価が一変し「足が遅いスシトレイン」「ユートピアやビッグウルフに対して本馬では勝ち目がないだろう」と述べている。なお、「対抗できそう」としたビッグウルフはその後、ユートピアらを下してこの年のジャパンダートダービーを制している。
競馬評論家の須田鷹雄は2003年の注目馬として本馬の名前を挙げ、競馬実況アナウンサーの吉田伸男もスシトレインを注目馬に挙げていたと述べた。本馬がユニコーンステークスで敗れて3連敗となった後も「スシトレインも地方のダート中距離でいずれ穴を開けるのではと思う」と、半年前の期待感からは幾分トーンダウンしていたもののまだスシトレインを見限ってはいなかった。

## 血統
| スシトレインの血統                    | スシトレインの血統                      | スシトレインの血統                      | （血統表の出典）                        | （血統表の出典） |
| 父系                                  | ノーザンダンサー系（Deputy Minister系） | ノーザンダンサー系（Deputy Minister系） | ノーザンダンサー系（Deputy Minister系） | [ § 2 ]          |
| 父 Deputy Minister 1979 黒鹿毛 カナダ | 父の父Vice Regent 1967 栗毛 カナダ      | Northern Dancer                         | Nearctic                                | Nearctic         |
| 父 Deputy Minister 1979 黒鹿毛 カナダ | 父の父Vice Regent 1967 栗毛 カナダ      | Northern Dancer                         | Natalma                                 |                  |
| 父 Deputy Minister 1979 黒鹿毛 カナダ | 父の父Vice Regent 1967 栗毛 カナダ      | Victoria Regina                         | Menetrier                               | Menetrier        |
| 父 Deputy Minister 1979 黒鹿毛 カナダ | 父の父Vice Regent 1967 栗毛 カナダ      | Victoria Regina                         | Victoriana                              |                  |
| 父 Deputy Minister 1979 黒鹿毛 カナダ | 父の母Mint Copy 1970 黒鹿毛 カナダ      | Bunty's Flight                          | Bunty Lawless                           | Bunty Lawless    |
| 父 Deputy Minister 1979 黒鹿毛 カナダ | 父の母Mint Copy 1970 黒鹿毛 カナダ      | Bunty's Flight                          | Broomflight                             |                  |
| 父 Deputy Minister 1979 黒鹿毛 カナダ | 父の母Mint Copy 1970 黒鹿毛 カナダ      | Shakney                                 | Jeboneh                                 | Jeboneh          |
| 父 Deputy Minister 1979 黒鹿毛 カナダ | 父の母Mint Copy 1970 黒鹿毛 カナダ      | Shakney                                 | Grass Shack                             |                  |
| 母 Preparation 1993 鹿毛 アメリカ     | 母の父Easy Goer 1986 栗毛 アメリカ      | Alydar                                  | Raise a Native                          | Raise a Native   |
| 母 Preparation 1993 鹿毛 アメリカ     | 母の父Easy Goer 1986 栗毛 アメリカ      | Alydar                                  | Sweet Tooth                             |                  |
| 母 Preparation 1993 鹿毛 アメリカ     | 母の父Easy Goer 1986 栗毛 アメリカ      | Relaxing                                | Buckpasser                              | Buckpasser       |
| 母 Preparation 1993 鹿毛 アメリカ     | 母の父Easy Goer 1986 栗毛 アメリカ      | Relaxing                                | Making Time                             |                  |
| 母 Preparation 1993 鹿毛 アメリカ     | 母の母Oh What a Dance 1987 鹿毛         | Nijinsky II                             | Northern Dancer                         | Northern Dancer  |
| 母 Preparation 1993 鹿毛 アメリカ     | 母の母Oh What a Dance 1987 鹿毛         | Nijinsky II                             | Flaming Page                            |                  |
| 母 Preparation 1993 鹿毛 アメリカ     | 母の母Oh What a Dance 1987 鹿毛         | Blitey                                  | Riva Ridge                              | Riva Ridge       |
| 母 Preparation 1993 鹿毛 アメリカ     | 母の母Oh What a Dance 1987 鹿毛         | Blitey                                  | Lady Pitt                               |                  |
| 母系(F-No.)                           | (FN:F-20b)                              | (FN:F-20b)                              | (FN:F-20b)                              | [ § 3 ]          |
| 5代内の近親交配                       | Northern Dancer 3×4、Native Dancer 5×5  | Northern Dancer 3×4、Native Dancer 5×5  | Northern Dancer 3×4、Native Dancer 5×5  | [ § 4 ]          |
| 出典                                  | 1. 2. 3. 4.                             | 1. 2. 3. 4.                             | 1. 2. 3. 4.                             | 1. 2. 3. 4.      |

父デピュティミニスター はローレルフューチュリティやヤングアメリカステークスに勝利し、引退後は1997年・1998年の北米リーディングサイアー となった。母の父イージーゴアはベルモントステークス、トラヴァーズステークス、ジョッキークラブゴールドカップなど9つのG1レースを制した。
母Preparation は未出走。元来はオグデン・フィップスの生産・所有馬であったが、庭先取引によって渡邊がフィップスから譲り受けた。
半妹ハーベストシーズン（2003年生、父テイルオブザキャット）も中央競馬で走った。デビュー前には競馬評論家の合田直弘から「超良血」「戦線を根底から覆すだけの力を秘めた大器」 と高い評価を受けていたが、1000万クラスでの2度の勝利以降は頭打ちとなり、通算17戦4勝の成績で引退。引退後は繁殖牝馬となり、新馬戦に勝ったキャピシーヌ（2012年生、父デュランダル）などを産んでいる。
母の母Oh What a Dance（1987年生、父ニジンスキー）からの牝系 には、以下に示すように活躍馬が多い。伯母ヘヴンリープライズ（1991年生、父シーキングザゴールド）はアラバマステークス、ガゼルハンデキャップ、ベルデイムステークス、アップルブロッサムハンデキャップ、ゴーフォーワンドステークスなどに勝ち、その息子Good Reward（2001年生、父ストームキャット）はハリウッドダービーやマンハッタンハンデキャップなどを制した。Good Rewardの兄Pure Prize（1998年生、父ストームキャット）は競走馬としてはG2レース止まりだったが、種牡馬としてはヒルベルトレレナ大賞、クリアドレス大賞、エンリケアセバル大賞などアルゼンチンのG1レースを5勝したオジャグワ（Ollagua、2005年生） を出している。またヘヴンリープライズの孫世代には、パーソナルエンスンステークスで本命馬のレイチェルアレクサンドラを破ったパーシステントリー（Persistently、2006年生） などがいる。なおオジャグワとパーシステントリーは、ともに繁殖牝馬として日本に輸入されている。叔母のOh What a Windfall（1996年生、父シーキングザゴールド）はメイトロンステークスなどの勝ち馬。叔母Dancingmydreams（1998年生、父シーキングザゴールド）はメイトロンステークス2着の実績を持ち、その息子Dancing Forever（2003年生、父ラーイ）はマンハッタンハンデキャップなどに勝利している。